# خانه متوسلان
خانه متوسلان مربوط به دوره قاجار است و در اصفهان، خیابان مسجد سید، بازار بیدآباد، کوچه باروت کوبها واقع شده و این اثر در تاریخ ۲۲ آبان ۱۳۸۶ با شمارهٔ ثبت ۲۰۰۲۴ به‌عنوان یکی از آثار ملی ایران به ثبت رسیده است.